# Diostrombus lania
Diostrombus lania är en insektsart som först beskrevs av Stsl 1855.  Diostrombus lania ingår i släktet Diostrombus och familjen Derbidae. Inga underarter finns listade i Catalogue of Life.